# 柳川西インターチェンジ

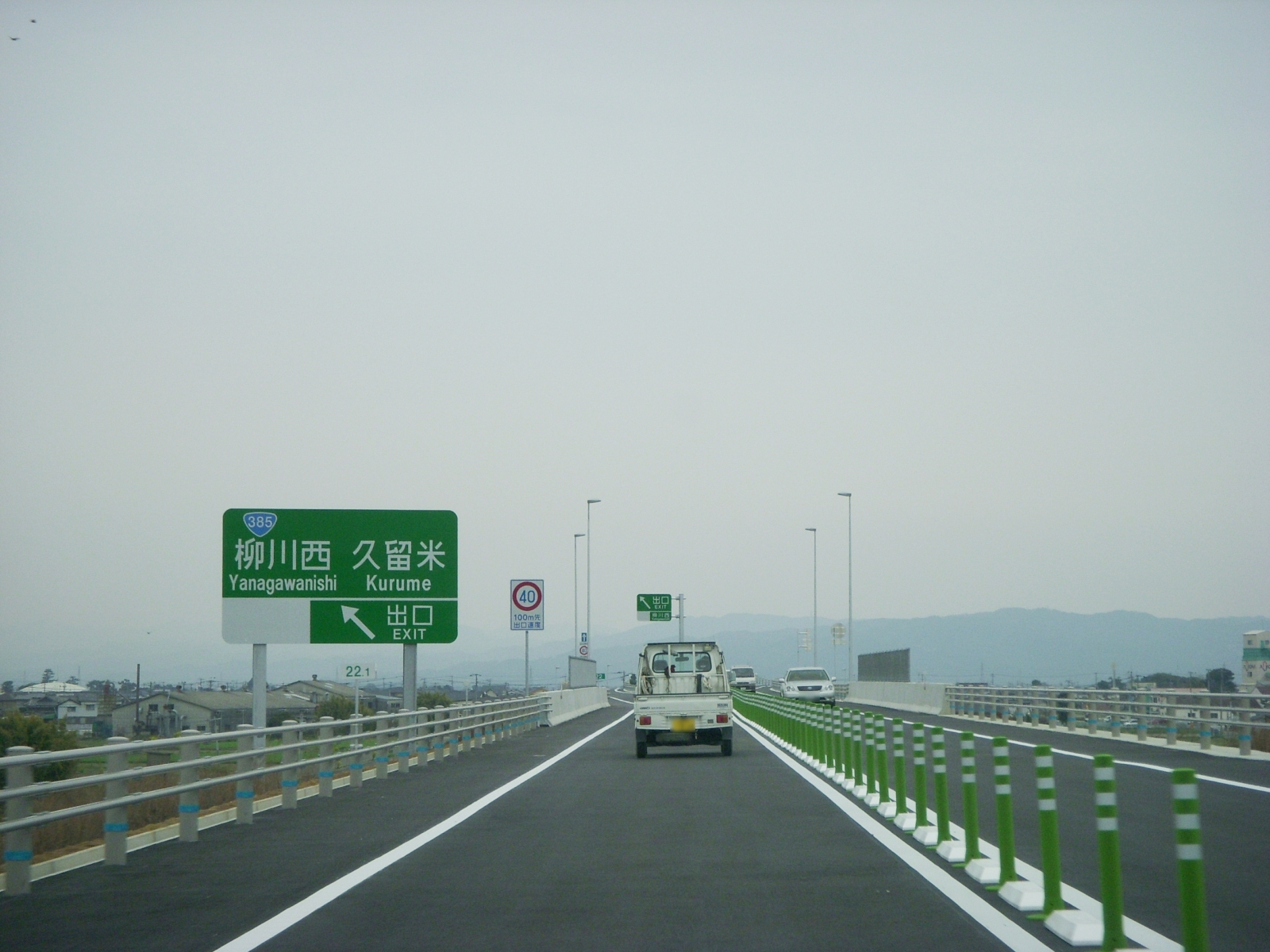
大牟田方面延伸前（2008年）

柳川西インターチェンジ（やながわにしインターチェンジ）は、福岡県柳川市にある有明海沿岸道路（大川バイパス）のインターチェンジである。
佐賀方面出入口のみのハーフインターチェンジである。

## 歴史
- 2008年（平成20年）3月29日 : 柳川西IC - 大川東ICの開通により供用開始。
- 2017年（平成29年）9月16日 : 徳益IC - 柳川西IC間開通[1]。

## 道路
- 有明海沿岸道路（大川バイパス）

## 接続する道路

### 直接接続
- 国道385号
- 福岡県道703号柳川筑後線〈有明沿岸道一般部〉

### 間接接続
- 福岡県道766号橋本辻町線
- 国道208号

## 周辺情報
- 柳川市役所
- 川下り乗船場
- 柳川城跡
- 北原白秋記念館

## 隣
有明海沿岸道路（大川バイパス）
柳川東IC - 柳川西IC - 大川東IC